# Žužalče
Žužalče (nemško Susalitsch) je naselje v Občini Bekštanj v Okraju Beljak-dežela na Koroškem v Avstriji.